# Laleh
För andra betydelser, se Laleh (namn).
Laleh Pourkarim (persiska: لاله پورکریم), mer känd under artistnamnet Laleh, född 10 juni 1982 i Bandar-e Anzali i Iran, är en svensk musiker, sångare, låtskrivare, producent och skådespelare. Efter 2005 års debutalbum mottog hon tre Grammisar och fick ett antal priser som årets nykomling. År 2011 deltog hon i andra säsongen av tv-programmet Så mycket bättre och året därefter släpptes det storsäljande albumet Sjung. Hennes musik spänner från visa till poprock. Namnet Laleh betyder tulpan på persiska.

## Biografi

### Från Iran till Sverige
Laleh Pourkarims familj lämnade Iran i augusti 1982, när hon var två månader gammal. Orsaken var att fadern Houshang Pourkarim (1935–1994) var en känd socialt engagerad författare, konstnär och tidningsman. Hennes mor Atefe Wasei (1957–2013) drev tillsammans med sin man underjordiska tidningar och var senare socialarbetare och projektledare i Göteborg. Familjen Pourkarim landade i vitryska Minsk, samma dag som Laleh fyllde ett år. I Sovjetunionen fick föräldrarna arbeta på fabrik, medan Laleh lärde sig ryska och i skolan fick gå på både klassiska konserter och cirkus. När Laleh var nio år tvingades familjen flytta vidare, och Laleh tillbringade en tid i Berlin. 1991 kom de till Sverige och via en flyktingförläggning i Tidaholm hamnade de i Göteborgsförorten Hammarkullen.

### Uppväxt i Hammarkullen
Lalehs far drunknade i augusti 1994 då han gav sig ut för att hjälpa en kvinna i en kanot som hamnat i sjönöd. Vid hans begravning närvarade flera tusen människor.
Lalehs musikintresse utvecklades i Sverige. I åttonde klass stod hon på scen för första gången, under en musiktävling som hennes högstadieskola anordnade. Efter att hon vann tävlingen började hon musicera mer aktivt och skriva egna låtar. Under högstadiet i Göteborg spelade hon i olika band, och redan då fanns lockelsen att ta sig in i musikbranschen på allvar. Under tiden i Hammarkullen var hon bland annat inblandad i de expanderade arrangemangen kring Hammarkullekarnevalen. I gymnasiet studerade hon på musikprogrammet vid Hvitfeldtska gymnasiet i Göteborg och tog examen år 2001.

### Film och första skivan
Laleh Pourkarim var som 17-åring med i Josef Fares film Jalla! Jalla! från 2000, där hon spelade den unga invandrarflickan Yasmine.
År 2001 flyttade den då 19-åriga Laleh från Göteborg till Stockholm. Hon hade fått kontakt med skivbolaget Warner Music Sweden, efter att hon i flera års tid spelat live och börjat bli lokalt känd. Laleh ville producera musik själv, vilket hon till slut fick. Hon blev erbjuden en källare i Hässelby Strand, där hon inredde sin egen studio och lärde sig hur man producerade från grunden. Den första tiden i Stockholm gav så småningom inspiration till låten "Bostadsansökan".
År 2005 inledde hon sin musikkarriär under artistnamnet Laleh. Den 5 februari 2005 släpptes hennes första singel Invisible (My Song) på Warner Music Sweden. Singeln Live Tomorrow blev en stor hit, låg på Tracks-listans första plats under flera veckor och slog Tracks-rekord. Debutplattan Laleh släpptes i mars samma år. Den innehåller fyra låtar på svenska, åtta på engelska och två på persiska. Flera av de svenska låtarna var mer visa än pop, och Laleh menade att hon hade hämtat mycket inspiration från Cornelis Vreeswijk.
För musikåret 2005 nominerades Laleh till en Grammis i sju kategorier – nytt rekord för en soloartist – och kammade hem priset i tre: ”Årets svenska kvinnliga artist” (och vann därmed över Robyn, Lena Philipsson, Amy Diamond och Anna Ternheim), ”Årets svenska nykomling” och ”Årets producent”. Hon belönades samma år även i två kategorier vid P3 Guld i Sveriges Radio P3. P3-lyssnarna utsåg henne till ”Årets kvinnliga artist” och ”Årets nykomling”.
Under 2006 turnerade hon med riksteaterföreställningen Vem har lurat barnen, en blandning av poesi, musik och teater, som Laleh producerade med poeten Kalle Haglund. Föreställningen kom till av en slump efter att de vid säsongsavslutningen av ”Riksteatern Jam 2005” bjudits in att uppträda på Södra teatern och Laleh föreslagit, att de skulle uppträda tillsammans för skojs skull. Av det uppträdandet blev det så småningom en föreställning på en timme.

### PrinsessorochMe and Simon
År 2006 gav Laleh ut sitt andra album Prinsessor, där en av låtarna var "Det är vi som bestämmer (Vem har lurat alla barnen?)", inspirerad av ovan nämnda riksteaterföreställning. Den balladliknande "Call on Me" var en av singlarna från albumet.
Ett år senare gjorde hon låten "Snö" till den svenska storfilmen Arn. Stråkarrangemangen till "Snö" gjordes i London tillsammans med London Symphony Orchestra.
Åren 2007 och 2008 bodde Laleh i Skellefteå efter att ha besökt staden i samband med en videospelning. De två åren i Västerbotten var ett sätt för henne att få frid och kunna utforska en ny miljö. Hon kände sig trygg i sitt musikskapande men ville kunna hålla sig borta från offentligheten. När Lalehs tredje album Me and Simon släpptes 2009 innehöll den flera motiv hämtade från hennes två västerbottniska år. Hennes vandringar utmed Bottenviken inspirerade till sången "Bjurö klubb". Dessutom innehöll albumet den Arn-bekanta "Snö".

### Så mycket bättre,SjungochColors
År 2011 medverkade hon i säsong två av Så mycket bättre på TV4, där hennes stillsamma tolkningar av de andra programdeltagarnas låtar uppmärksammades stort både i programmet och via låtförsäljning på Internet.

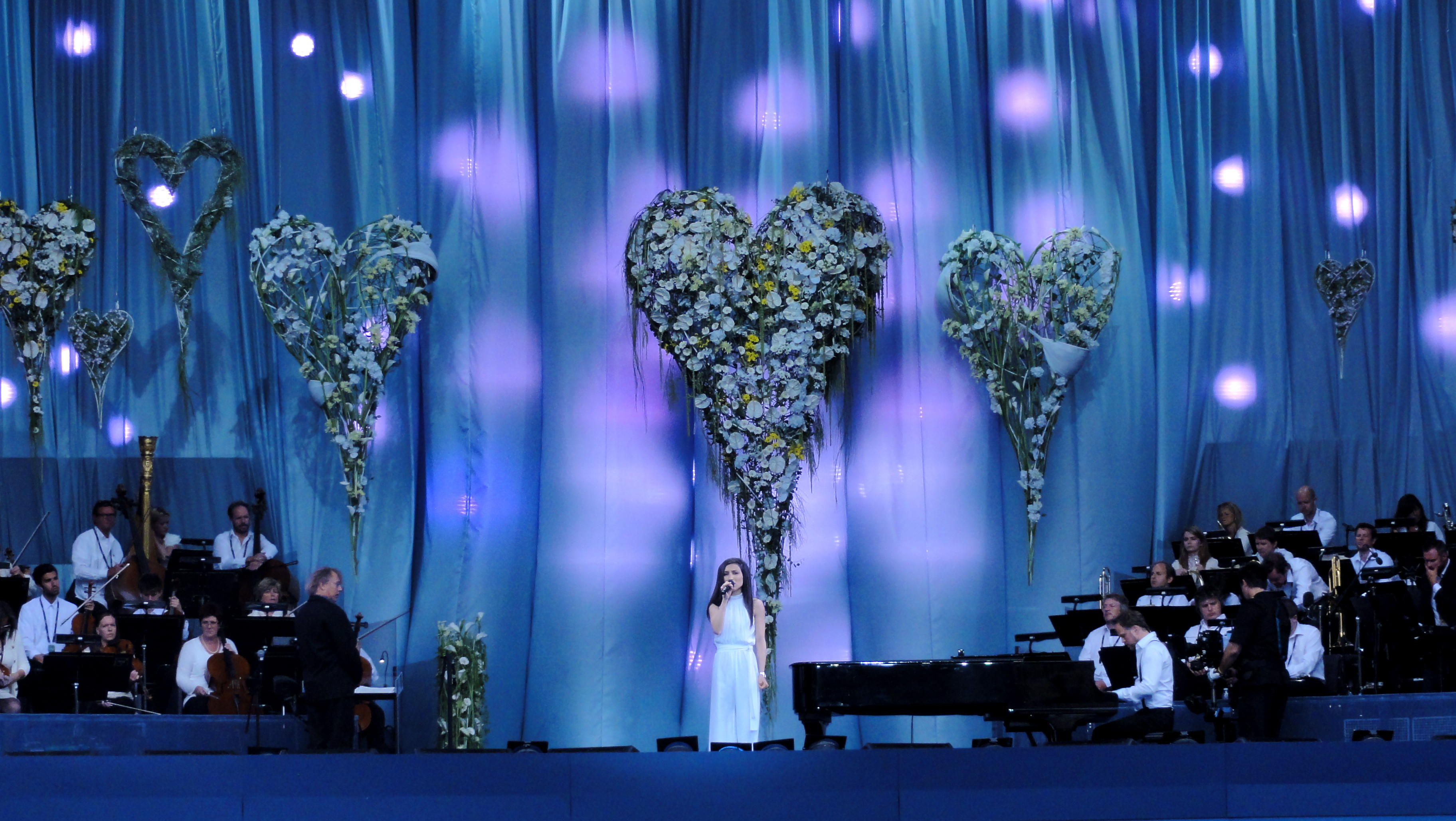
Laleh vid Nasjonal Minneskonsert i juli 2012

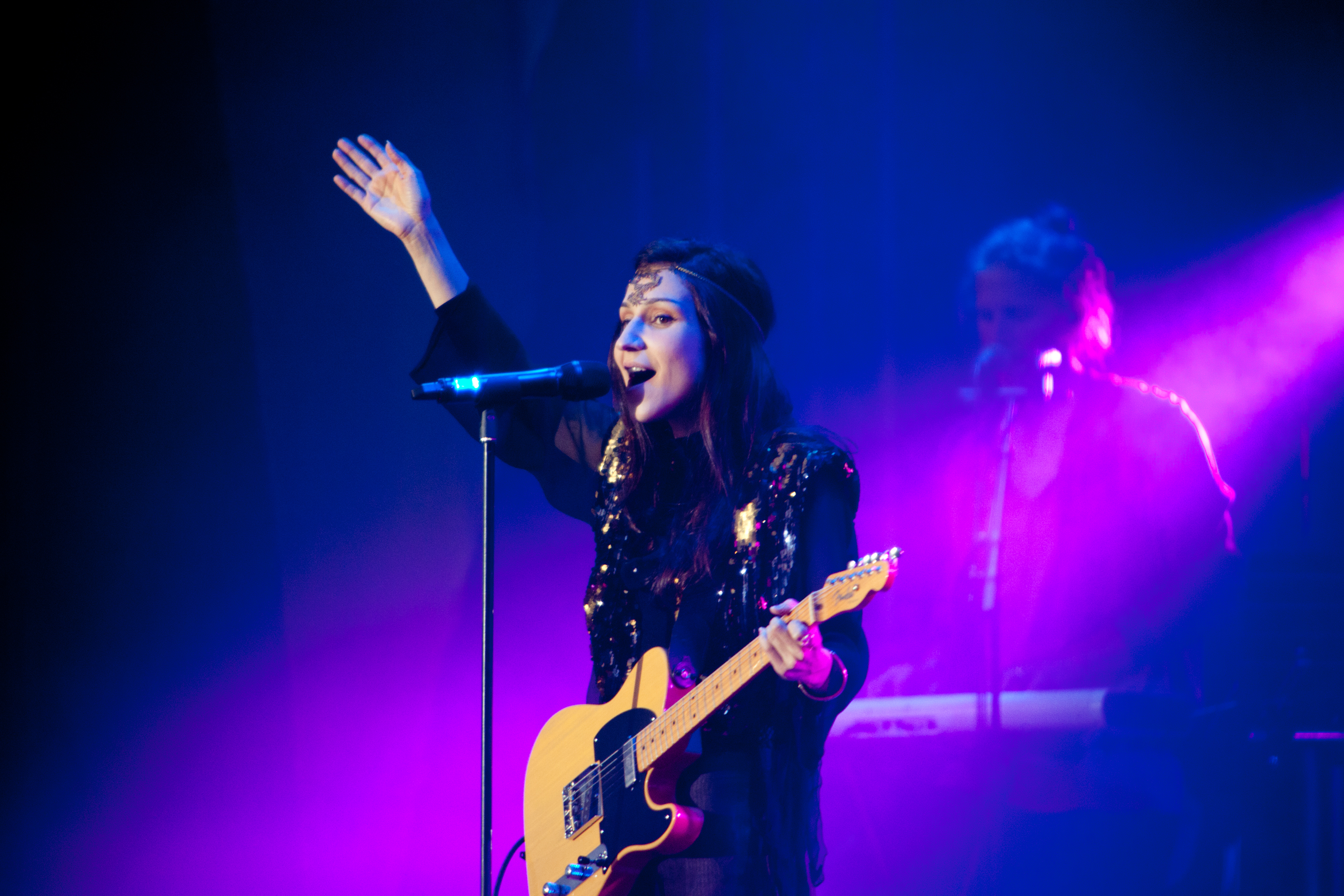
Laleh på Peace & Love i Borlänge år 2012.

År 2012 gav hon ut albumet Sjung, som nådde nr 1 på Sverigetopplistan och sålde i minst 70 000 exemplar. Albumet hade en extraskiva med låttolkningarna från Så mycket bättre. Hon ägnade därefter en stor del av 2012 åt turnerande, inklusive en framgångsrik vårturné.
Den 16 oktober 2013 gav Laleh ut sitt femte album, Colors. I intervjuer inför albumet sa hon att hon här utmanat sig själv extra mycket som låtskrivare och producent. Hon ville göra en mer enhetlig skiva som inte spretade lika mycket som vid tidigare album-produktioner, och hon var medveten om att kanske inte alla fans skulle gilla den rakare musiken. Texten till titellåten "Colors" berör "meningen med allt", och hon medgav att hon på senare tid hade inspirerats av Cat Stevens.
Laleh kunde dock inte marknadsföra albumet så som hon tänkt. Tre dagar efter utgivningen avled hennes mor och stora delar av promotionplanerna fick ställas in.
Laleh har deltagit i Allsång på Skansen åren 2012, 2014, 2016 och 2019. Vid framträdandet 15 juli 2014 fick hon en egen timme efter den ordinarie programavslutningen, under rubriken "Allsångsscenen är din". Laleh bjöd också in gästartister som Eva Dahlgren; de båda sjöng duett till "Ängeln i rummet", en Dahlgren-låt som Laleh 2011 gjorde en cover-version på i Så mycket bättre.

### Flytt till USA, EP
År 2014 flyttade Laleh till Kalifornien för en satsning som låtskrivare och producent i USA:s musikbransch. Där arbetade hon bland annat för Demi Lovato, Ellie Goulding och Adam Lambert. Laleh är en del av låtskrivarkollektivet Wolf Cousins, startat av Max Martin, Shellback och Julius Peterson. Som låtskrivare och producent har hon bland annat skrivit musik till Tori Kellys debutalbum Unbreakable Smile (2015) och Ellie Gouldings tredje studioalbum. 2014 gjorde Laleh även ett försök att lansera sig på den amerikanska marknaden som artist i eget namn. Det skedde i samband med presentationen av EP:n Boom, med singellåten med samma namn och nya versioner av fyra tidigare låtar.

### KristallerochVänta!
2016 återvände Laleh till den svenska musikscenen för att den 6 april samma år släppa sin singel "Bara få va mig själv". Låten finns med på det sjätte albumet Kristaller, som släpptes i september 2016. Låten fick stor framgång och sex månader senare låg den fortfarande etta på Svensktoppen och hade spelats nästan 27 miljoner gånger på Spotify. I december 2016 kungjordes att singeln "Bara få va mig själv" var årets mest streamade svenska låt på Spotify med närmare 30 miljoner streamningar, enligt ett pressmeddelande från Warner Music Sweden.
Hösten 2016 genomförde Laleh Kristallerturnén i olika stora arenor i Sverige, där alla konserter sålde slut, inklusive en konsert i Globen. Med sig hade hon ett band och symfoniorkestern Modern Fantazias. Ett antal svenska (och ett norskt) konsertframträdanden följde under 2017.
Laleh var fortsatt bosatt och arbetade i USA under vinterhalvåret. Hennes verksamhet som låtskrivare och musikproducent kom att präglas av insikten att det finns få kvinnliga producenter inom USA:s musikindustri. Hon påverkades av de in- och utreserestriktioner som dåvarande president Donald Trump införde i början av 2017.
År 2019 återkom Laleh under våren med de tre singellåtarna "Tack förlåt", "Sand överallt" och "Knock knock" (den sista med text på engelska). De är del av albumet Vänta!, som gavs ut 31 maj. På albumet är de fem första låtarna på svenska (bland annat med texter om hennes egen uppväxt i Göteborg) och de fem sista på engelska. Under sommaren genomfördes också en större konsertturné.

### Pandemi ochVatten
Lalehs verksamhet påverkades 2020 och 2021 av den covid-19-pandemi som ställde in turnerande för musikbranschen i stort. Våren 2022 släpptes till slut Lalehs nästa album, Vatten, och den 10 juni samma år (hennes fyrtioårsdag) genomförde hon en konsert på Ullevi i Göteborg, där Laleh blev den första svenska kvinnliga soloartisten med en huvudakt på arenan.

## Stil och inspirationskällor
Laleh växte upp till klassisk musik, balett och cirkusmusik. När hon flyttade västerut fastnade hon i stället för The Police, som hon tyckte hade den rätta blandningen av punk, reggae och jazz.
I sina låtar på engelska låter hon sig till stor del inspireras av bland andra The Police, med deras reggaeinspirerade new wave-rock. Hennes svenska låtar är ofta lekfulla visor, och hon erkänner villigt sin stora beundran för Cornelis Vreeswijk:
| ”             | Jag brukar skoja om att Cornelis är min pappa. Det är helt sjukt att man kan ha så mycket känslor för någon som inte existerar. | „ |
| – Laleh, 2005 | |   |

Hon har också nämnt Kate Bush, David Bowie och Bob Dylan, åtminstone som skapande och kreativa musiker. För varje skiva utvecklar hon sin stil och blir mer fri från sina begränsningar som producent, hävdar hon.
Laleh har ett socialt engagemang, delvis präglat av hennes bakgrund som invandrare i ett antal länder. Hennes albumdebut innehöll låtar om förorten och bostadsköer. Hon anser att alla människor har en god sida. Då hon var barn berättade hennes far Houshang en saga för henne, en saga om en man som sitter en kväll runt elden och muttrar för sig själv:
| ”                                             | De i den delen av världen är så jobbiga… de i våra grannländer är idioter… de i norra delen av vårt land gör allt fel… de i södra delen av vår stad är dumma i huvudet… de i grannkvarteret är dåliga människor… i min familj är alla knäppa förutom jag. | „ |
| – En man runt elden (saga berättad för Laleh) | |   |

Den berättelsen om människors oförmåga att förstå andra människor inspirerade Laleh till låten "Samuel". Däremot vill hon inte bli inplacerad i ett fack och har irriterats över den "sossestämpel" som vissa satt på henne.
Medan Laleh säger att hon fått det fantasifulla, kreativa och viljan att utmana från sin far, har hennes mor Atefe lärt henne vikten att vara självständig. Som liten klädde Laleh ut sig till prinsessa, för att vänta på den räddande prinsen. Svaret från Atefe var: "Nej, Laleh, det är du som är prinsen, du räddar dig själv." De egenskaperna visade sig när Laleh som ganska oprövad musiker ville producera sitt debutalbum på egen hand.

## Internationella framgångar
Trots att Laleh sjunger på engelska i de flesta av sina låtar, har hon tidigare inte marknadsfört sig internationellt. Flera av hennes singlar har dock blivit listframgångar i Norge och Danmark.
I mars 2012 gjorde den norska artisten Frida Amundsen en coverversion på Lalehs "Some Die Young" som hon tillägnade offren för massakern på Utøya. Detta gav uppmärksamhet till Lalehs originalversion som sedan i sex veckor låg på norska singellistans första plats. Laleh medverkade i juli samma år på den nationella minneskonserten till minne av Utøyas offer, och hon deltog sedan även på 2012 års Nobelkonsert i Oslo.

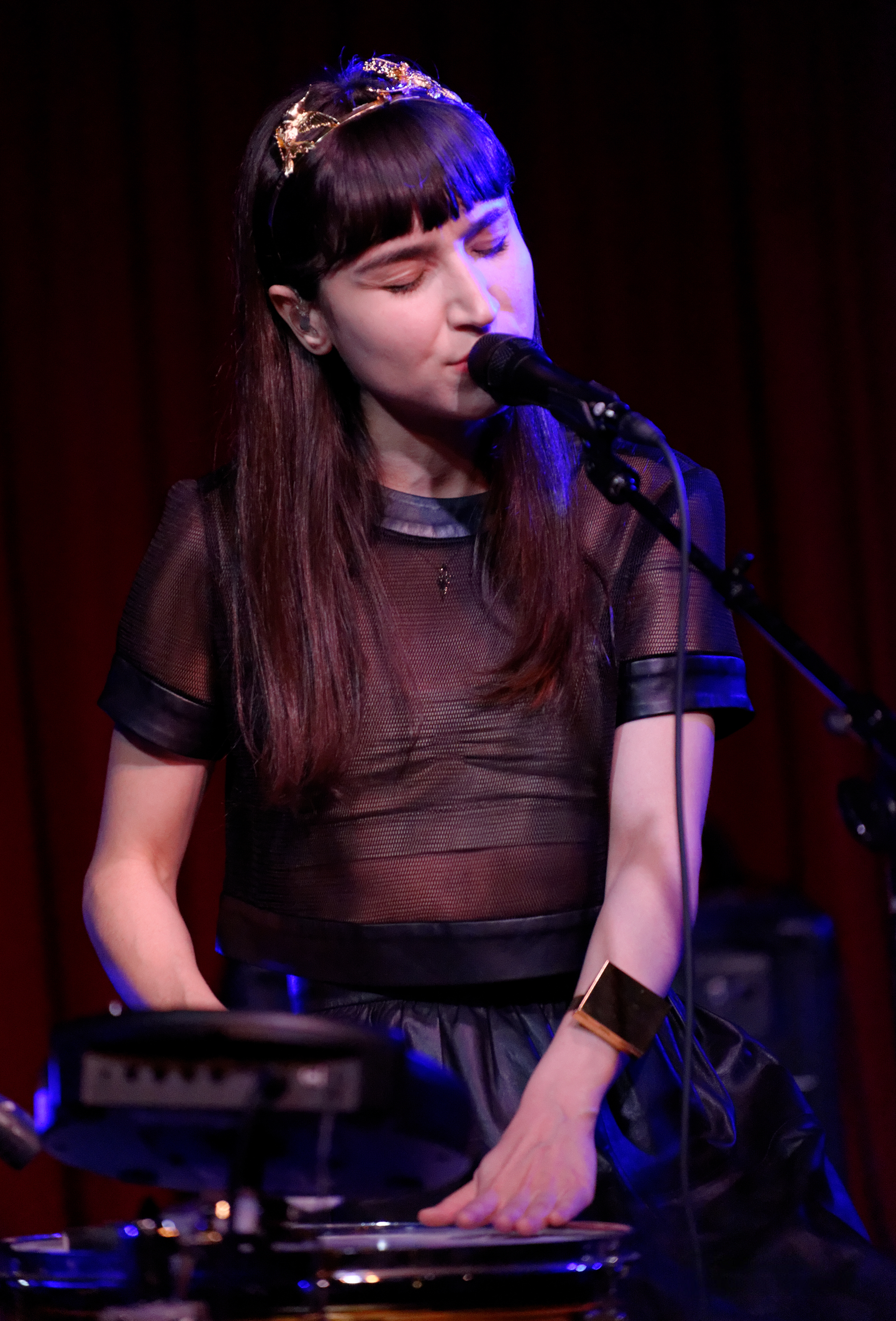
Laleh på scen i Los Angeles 2015. Hon har sedan 2014 baserat sin verksamhet i Kalifornien.

Laleh var i början av 2014 bosatt i Tullinge i Botkyrka kommun, men hon flyttade under året till Los Angeles, USA. Den långa USA-vistelsen hänger ihop med hennes arbete att försöka lansera sin musik för USA-marknaden, samt skriva och producera musik för andra artister. Idén att lansera sig som artist i USA övergavs dock efter en EP och några spelningar, då hon ansåg att det var alldeles för tids- och energikrävande. Hon skrev och producerade 2015 tre låtar på Demi Lovatos album Confident.

## Övriga framträdanden

### Musikermedverkan
- 1999 sjöng hon på det göteborgska punkbandet EAK:s "Lever jag?", en låt som hon även skrivit texten till.[44]
- År 2005 medverkade hon på Pugh Rogefeldts album Opluggad Pugh med låtarna "Jag är en liten gosse"[45] och "Bröllopsklockor".[46]

### Film och TV
Musikvideor har producerats till ett antal av Lalehs singellåtar. Därutöver har hon medverkat i ett antal TV-sändningar, som ofta varit inspelningar av konserter.
Hösten 2014 hade dokumentärfilmen Jag är inte beredd att dö än premiär på bio. Filmen, som regisserats av Fredrik Egerstrand och Kalle Gustafsson Jerneholm, är ett 75 minuter långt personporträtt där Lalehs musik, bakgrund, relation till sin mor (som avled i cancer hösten 2013) och tankar kring liv och skapande tar stor plats. Filmscenerna är inspelade under två års tid.
I mars 2016 framförde hon och Adam Lambert låten "Welcome to the Show" i TV-programmet American Idol, ett av de mest sedda programmen i USA. Låten är skriven av Laleh och Ali Payami, och finns som duett på Lamberts skiva, samt framförd av henne själv på skivan Kristaller.
2022 visade SVT dokumentärfilmen Laleh – Välkommen hem, som handlar om Lalehs uppväxt i Göteborg och om hennes fyrtioårskonsert på Ullevi.
Laleh framförde en nyskriven låt, som hon skrivit tillsammans med Gustaf Thörn, på Nobelbanketten år 2024. Musiken framfördes tillsammans med solomusiker och dansare från dansskolan Base23.

## Diskografi
| Album/EP                 | Utgivningsår   | Listplaceringar | Listplaceringar |
| Album/EP                 | Utgivningsår   | Sverige         | Norge           |
| ------------------------ | -------------- | --------------- | --------------- |
| Laleh                    | April 2005     | 1               | —               |
| Prinsessor               | December 2006  | 3               | —               |
| Me and Simon             | Januari 2009   | 2               | —               |
| Sjung (med Tolkningarna) | Januari 2012   | 1               | 1               |
| Colors                   | Oktober 2013   | 2               | 4               |
| Boom (EP)                | Oktober 2014   |                 |                 |
| Kristaller               | September 2016 | 2               | 18              |
| Vänta!                   | Maj 2019       | 4               | —               |
| Postcards                | December 2019  | 33              | —               |
| Vatten                   | Mars 2022      |                 |                 |
| Jag Är                   | Juni 2025      |                 |                 |

| Titel                                                 | År   | Listplaceringar | Listplaceringar | Listplaceringar | Listplaceringar | Listplaceringar | Listplaceringar | Album        |
| Titel                                                 | År   | Sverige         | Danmark         | Finland         | Norge           | Tyskland        | Österrike       | Album        |
| ----------------------------------------------------- | ---- | --------------- | --------------- | --------------- | --------------- | --------------- | --------------- | ------------ |
| "Invisible (My Song)"                                 | 2005 | 7               | —               | —               | —               | —               | —               | Laleh        |
| "Storebror"                                           | 2005 | —               | —               | —               | —               | —               | —               | Laleh        |
| "Live Tomorrow"                                       | 2005 | 20              | 11              | —               | —               | —               | —               | Laleh        |
| "Forgive But Not Forget"                              | 2006 | 46              | —               | —               | —               | —               | —               | Laleh        |
| "Det är vi som bestämmer (Vem har lurat alla barnen)" | 2006 | —               | —               | —               | —               | —               | —               | Prinsessor   |
| "November"                                            | 2006 | —               | —               | —               | —               | —               | —               | Prinsessor   |
| "Call on Me"                                          | 2007 | —               | —               | —               | —               | —               | —               | Prinsessor   |
| "Closer"                                              | 2007 | —               | —               | —               | —               | —               | —               | Prinsessor   |
| "Snö"                                                 | 2008 | 14              | —               | —               | —               | —               | —               | Me and Simon |
| "Simon Says"                                          | 2009 | 41              | —               | —               | —               | —               | —               | Me and Simon |
| "Big City Love"                                       | 2009 | 32              | —               | —               | —               | —               | —               | Me and Simon |
| "Bjurö klubb"                                         | 2009 | —               | —               | —               | —               | —               | —               | Me and Simon |
| "Mysteries"                                           | 2010 | —               | —               | —               | —               | —               | —               | Me and Simon |
| "Some Die Young"                                      | 2012 | 9               | 38              | 10              | 1               | 68              | 8               | Sjung        |
| "Colors"                                              | 2013 | 33              | 34              | —               | —               | —               | —               | Colors       |
| "Bara få va mig själv"                                | 2016 | 5               | —               | —               | —               | —               | —               | Kristaller   |
| "Aldrig bli som förr"                                 | 2016 | —               | —               | —               | —               | —               | —               | Kristaller   |
| "Tack Förlåt"                                         | 2019 | 15              | —               | —               | —               | —               | —               | Vänta!       |
| "Knock Knock"                                         | 2019 | 95              | —               | —               | —               | —               | —               | Vänta!       |
| "Sand Överallt"                                       | 2019 | 34              | —               | —               | —               | —               | —               | Vänta!       |
| "Svenska 2"                                           | 2019 | 90              | —               | —               | —               | —               | —               | Vänta!       |
| "Vänta"                                               | 2019 |                 |                 |                 |                 |                 |                 | Vänta!       |
| "It Was All For The Kids"                             | 2019 |                 |                 |                 |                 |                 |                 | Vänta!       |
| "Hela Bilden"                                         | 2019 |                 |                 |                 |                 |                 |                 | Vänta!       |
| "Make Me Smile"                                       | 2019 |                 |                 |                 |                 |                 |                 | Vänta!       |
| "City Of Angels"                                      | 2019 |                 |                 |                 |                 |                 |                 | Vänta!       |
| "Stay You"                                            | 2019 |                 |                 |                 |                 |                 |                 | Vänta!       |

| Titel                                       | År   | Sverige | Album        |
| ------------------------------------------- | ---- | ------- | ------------ |
| "Just nu"                                   | 2011 | 25      | Tolkningarna |
| "Ängeln i rummet"                           | 2011 | 6       | Tolkningarna |
| "Alla vill till himmelen men ingen vill dö" | 2011 | 25      | Tolkningarna |
| "Here I Go Again"                           | 2011 | 41      | Tolkningarna |

### Svensktoppen
Ett antal låtar med sång av Laleh har legat på Svensktoppen, däribland:
- "Some Die Young", 2012[67]
- "Ängeln i rummet", 2012[67]
- "En stund på jorden", 2014 (från Colors)[68]
- "Tusen bitar", 2014–16[68][69]
- "Bara få va mig själv", 2016[62]
- "Tack förlåt", 2019[63]

## Priser och utmärkelser
- 2005 – Rockbjörnen som "Årets kvinnliga artist" och "Årets nykomling"[70]
- 2006 – Grammis som "Årets artist", "Årets producent" och "Årets nykomling"[71]
- 2006 – P3 Guld som "Årets kvinnliga artist" och "Årets nykomling"[72]
- 2006 – Evert Taube-stipendiet[70]
- 2012 – Ulla Billquist-stipendiet[70]
- 2014 – Årets göteborgare[23]
- 2016 – Grammis som "Årets producent" och "Årets pop" (Kristaller)[73]
- 2016 – Sten A Olssons kulturstipendium ”För att hon, vägledd av sin inre kompass, skapar storslagen popmusik som berör människor över generationernas gränser”[74]
- 2016 – Platinagitarren[75]
- 2019 – Natur & Kulturs kulturpris "för sitt unika uttryck och för att hon både i sitt budskap och till sin person är en stark förebild"
- 2024 – Medaljen Litteris et Artibus "för framstående konstnärliga insatser inom svenskt musikliv"[76]